# Římskokatolická farnost Cvikov
Římskokatolická farnost Cvikov je církevní správní jednotka sdružující římské katolíky na území města Cvikov a v jeho okolí. Organizačně spadá do českolipského vikariátu, který je jedním z 10 vikariátů litoměřické diecéze. Centrem farnosti je gotický, barokně přestavěný farní kostel sv. Alžběty Uherské v Sadu 5. května ve Cvikově.

## Historie farnosti
Samostatná farnost je ve Cvikově je doložena v Registra decimarum papalium (Rejstřík papežských desátků) v 50. letech 13. století. Farní kostel ve Cvikově je zasvěcen sv. Alžbětě Uherské, což je v českých poměrech jev poměrně málo častý. 
V 18. století byl kostel upraven do podoby barokního trojlodí při zachování některých gotických prvků (lomená okna a gotické klenutí v presbytáři). Z dob těchto úprav pochází také velká většina vnitřního zařízení kostela. V této době vznikly téz mešní kaple ve filiálkách Svor a Trávník.
Ve 2. polovině 20. století byla v přízemí místní fary zřízena kaple pro bohoslužby ve všedních dnech. Poslední úprava kaple byla provedena v roce 2008 a 26. září 2008 kapli požehnal tehdejší generální vikář  litoměřické diecéze Mons. Karel Havelka.
Dne 17. listopadu 2009 se konala oslava 450 let od posvěcení farního kostela sv. Alžběty Uherské. Pontifikální mši svatou celebroval litoměřický biskup Jan Baxant s kněžími českolipského vikariátu.

### Duchovní správcové vedoucí farnost
Začátek působnosti jmenovaného v duchovní správě farnosti od:
- 1559 Christoph. Eybner[1] (Kryštof Eybner, první farář zdejšího chrámu[p 2])
- 1597 Joannes Zynckig Lippensis[1] (Jan Zynckig z Lípy[p 2])
- 1608 Mathias Schod[1]
- 1629 Antonius (Antonín[p 2]) Mittheis
- 1637-1650 neznámo
- 1650 Georgius Wencesl. Kirchner[1] (Jiří Václav Kirchner[p 2])
- 1669 Joannes Christ. Adolfus[1] (Jan Kryštof Adolfus[p 2])
- 1673 Joannes Philipp. Brendler[1] (Jan Filip Brendler[p 2])
- 1704 Vitus Wencesl. Sucub[1] (Vít Václav Soukup[p 2]), administrátor
- 1705 Nicolaus Jos. Jaxlawi[1] (Mikuláš Josef Jazlaw[p 2])
- 1722 Wenceslaus Sommer[1] (Václav Sommer[p 2])
- 1724 Hendricus[1] (Jindřich[p 2]) Schleichert de Wiesenthal[1]
- 1735 Joannes Jacob. Lippert[1] (Jan Jakub Lippert[p 2])
- 1744 Franciscus Jos. Groh[1] (František Josef Groh[p 2])
- 1750 Ferdinandus Schossig n. Rumburg[1] (Ferdinand Schossig z Rumburku[p 2])
- 1784 par. vacat, admin. Franc. Stolle
- 1784 Ignác Jaksch, čestný kanovník a děkan, n. 31. 1. 1754 Wartenberg., o. 20. 9. 1777, † 16. 4. 1824
- 1808 par. vacat, cap. Franc. Hackel
- 1808 Josef Kögler, n. 22. 5. 1774 Schoenbüchlens., o. 23. 11. 1798, † 28. 8. 1841
- 1821 par. vacat, cap. Ignat. Meisner
- 1821 Joann. Pemsl[1] (Jan Pemsel[p 2]), n. 21. 9. 1765 Strausnitz, o. 19. 3. 1791, † 1. 9. 1852
- 1847 par. admin. Franc. Groh, n. 9.12.1793 Rosenthalens., o. 2.12.1816
- 1847 Franc. Groh[1] (František Groh[p 2]), n. 9. 12. 1793 Rosenthalens., o. 2. 12. 1816, † 8. 5. 1874
- 1875 Joann. Geisler[1] (Jan Geissler[p 2]), n. 27. 10. 1809 Johannesth., o. 3. 8. 1835, † 14. 7. 1883
- 1884 Franc. Wenzel[1] (František Wenzel[p 2]), okrskový vikář a školní inspektor; n. 7. 5. 1842 Zeidler, o. 29. 6. 1866, † 12. 12. 1892
- 1893 Augustin. Bienert[1] (August Binert z Mimoně[p 2]), n. 28. 4. 1846 Niens, o. 23. 7. 1870, † 14. 6. 1908
- 1909 Josef Bensch, n. 12. 8. 1880 Kriesdorf, o. 21. 12. 1904
- 1920 par. vacat, adm. interc. Ferdinand Miller[1] (Müller[p 2]), n. 14. 11. 1875, o. 17. 7. 1904
- 1. 3. 1920 Rudolph Bergmann[1] (Rudolf Bergmann[p 2]), farář; n. 3. 8. 1872 Nieder-Hanichen, o. 11. 7. 1897, odsunut 1. 8. 1946, † 2. 8. 1952 Kirchgandern-Thüringen
- 1. 8. 1947 Jan Pohl, admin.
- 1. 3. 1951 František Rabas, admin.
- 1. 4. 1953 Vojtěch Noll, admin.
- 1. 5. 1953 Alois Frajt, admin.
- 1. 4. 1955 Karel Červinka[1]
- 1. 5. 1955 Josef Dobiáš[p 2]
- 15. 3. 1965 Jan Pohl, farář, osobní děkan
- 1. 5. 2002 Josef Pavlas SDB
- 1. 8. 2002 Petr Kubíček
- 19. 2. 2007 Viliam Matějka, admin. exc. z České Lípy, bohoslužby dojížděl sloužit českolipský farní vikář Artur Sciana
- 1. 7. 2007 Rudolf Repka, admin., od 1. září 2016 farář[1]

Kromě kněží stojících v čele farnosti, působili ve farnosti v průběhu její historie i jiní kněží. Většinou pracovali jako farní vikáři, kaplani, katecheté, výpomocní duchovní aj.

## Území farnosti
- Cvikov s farním kostelem svaté Alžběty Uherské
- Drnovec
- Rousínov
- Svor s kaplí Nejsvětější Trojice
- Trávník s kaplí Narození svatého Jana Křtitele

## Římskokatolické sakrální stavby na území farnosti
| | Fotografie | Stavba                               | Místo   | Bohoslužby                      | Zeměpisné souřadnice             | Status       | Číslo kulturní památky           |
| Kostel | Kostel     | Kostel                               | Kostel  | Kostel                          | Kostel                           | Kostel       | Kostel                           |
| --- | ---------- | ------------------------------------ | ------- | ------------------------------- | -------------------------------- | ------------ | -------------------------------- |
| 1. |            | Kostel sv. Alžběty Uherské           | Cvikov  | bližší informace o bohoslužbách | 50°46′32″ s. š., 14°37′54″ v. d. | farní kostel | 44721/5-4522 (Pk•MIS•Sez•Obr•WD) |
| Kaple |            |                                      |         |                                 |                                  |              |                                  |
| 2. |            | Kaple na faře, Sad 5. května, Cvikov | Cvikov  | bližší informace o bohoslužbách | 50°46′34″ s. š., 14°37′56″ v. d. | farní oratoř | —                                |
| 3. |            | Kaple Nejsvětější Trojice            | Svor    | bližší informace o bohoslužbách | 50°47′34″ s. š., 14°35′31″ v. d. | kaple        | 26393/5-3328 (Pk•MIS•Sez•Obr•WD) |
| 4. |            | Kaple sv. Jana Křtitele              | Trávník | bližší informace o bohoslužbách | 50°48′6″ s. š., 14°39′8″ v. d.   | kaple        | —                                |
| Některé drobné sakrální stavby a pamětihodnosti lze dohledat zde v databázi Drobné sakrální památky Zaniklé sakrální stavby lze dohledat zde v databázi Poškozené a zničené kostely, kaple a synagogy v České republice |            |                                      |         |                                 |                                  |              |                                  |

Ve farnosti se mohou nacházet i další drobné sakrální stavby, místa římskokatolického kultu a pamětihodnosti, které neobsahuje tato tabulka.

## Farní obvod
Z důvodu efektivity duchovní správy byl vytvořen farní obvod (kolatura) sestávající z přidružených farností spravovaných excurrendo ze Cvikova.  Přehled těchto kolatur je v tabulce farních obvodů českolipského vikariátu.